# Аммаев, Абдул Саидович
Абдул Саидович Аммаев (10 июля 1987) — узбекистанский и российский борец вольного стиля, призёр чемпионатов Азии, призер Всемирных военных игр.

## Биография
Является сыном чемпиона мира среди ветеранов по вольной борьбе Саида Аммаева. Аммаев — победитель азиатского и мирового чемпионата среди молодёжи. В январе 2007 года выступал на турнире имени Ивана Ярыгина в Красноярске. В мае 2007 года стал бронзовым призёром чемпионата Азии. В октябре 2007 года выиграл бронзовую медаль на всемирных играх военнослужащих. В декабре 2007 года выступал на Кубке ЦСКА в Москве. В декабре 2007 года был в предварительной заявке сборной Узбекистана на Кубке мира 2008 во Владикавказе, однако на турнире не выступил. В марте 2008 года во второй раз стал призёром чемпионата Азии. В мае 2008 года стал призёром турнира имени Али Алиева в Махачкале. В 2011 году на турнире имени Али Алиева выступал под флагом России.

## Спортивная карьера
- Чемпионат Азии по борьбе 2006 U23 — ;
- Чемпионат мира по борьбе 2007 U23 — ;
- Кубок мира по борьбе 2007 — 4;
- Кубок мира по борьбе 2007 (команда) — ;
- Всемирные военные игры 2007 — ;
- Чемпионат Азии по борьбе 2007 — ;
- Чемпионат Азии по борьбе 2008 — ;
- Кубок мира по борьбе 2009 — 4;
- Кубок мира по борьбе 2009 (команда) — 8;